# Abie, Nebraska
Abie je selo u američkoj saveznoj državi Nebraska. Prema popisu stanovništva iz 2010. u njemu je živjelo 69 stanovnika.